# Pongmu
Pongmu és un estat subsidiari de Samkha, a la regió de Myelat, a l'Estat Shan de Myanmar. Té uns 50 km² i la capital és Pongmu. És prop de l'accés sud del llac Inle i té al sud territori de Samkha i al nord el territori d'Inleywa, depenent de Yawnghwe.